# Juan Bujedo
Juan Bujedo (8 marzo 1956) è un ex calciatore argentino, di ruolo centrocampista.

## Carriera

### Club
Ha giocato nella prima divisione del campionato argentino con Racing Cordoba, Vélez Sársfield e Colón.

### Nazionale
Ha giocato 3 partite in nazionale, partecipando alle Copa América 1979 e Copa América 1983.